# Mizore Shirayuki
Mizore Shirayuki (白雪みぞれ Shirayuki Mizore?) Es un personaje ficticio del anime y manga japonés, Rosario + Vampire, creada y diseñada por Akihisa Ikeda. Es una Yōkai, Yuki-onna (Mujer de la Nieve) que puede controlar la nieve, el hielo y convertir cualquier cosa líquida en hielo sólido y nieve. Ella también tiene la habilidad para hacer clones múltiples de hielo. Está enamorada  de Aono Tsukune. Un aspecto característico en su imagen es que siempre lleva una piruleta (chupeta, paleta) en la boca, la cual tiene hielo en su centro y le ayuda a controlar su temperatura corporal. Su seiyu en Rosario + Vampire y en Rosario + Vampire Capu2, es Rie Kugimiya. En el doblaje a la versión inglesa, es la actriz estadounidense: Tia Ballard.

## Nombre
Shirayuki (白雪)  puede llegar a significar que eres hermosa y perfecta. Shira: Poesía, en Hebreo. Yuki: Nieve, en Japonés. Mizore (みぞれ), por otro lado, significa AguaNieve, en Japonés. Lo que podría traducirse en El canto de la nieve o La poesía de la Aguanieve.
También puede significar Blancanieves shira, variación de shiroi(blanco).

## Personalidad y Aparición
Mizore es presentada primeramente como una tierna, deprimida, misteriosa e incomprendida chica, pero después de conocer a Aono Tsukune y a los demás, se convirtió en una chica muy popular y adorable. También cortó su cabello debido a los eventos del capítulo 7. A menudo es vista acechando y escondiéndose en diferentes lugares, y es retratada de una forma humorística y linda. Además, entra en conflictos cómicos con Kurumu, y se pelean muy a menudo, aunque son grandes amigas. Algo típico de este personaje es que lanza proyectiles de hielo a cualquier chica que esté pasando un momento romántico con Tsukune y aparece en lugares extraños inesperadamente, lo que le da un toque humorístico. En el manga descubrimos que las Mujeres de la Nieve no pueden tener hijos después de cierta edad y Mizore está a punto de casarse con un rico humano por el bien de su pueblo y los de su especie, pero como era de esperarse, fue rescatada por Tsukune y los demás. Aquí se demuestra el aprecio que siente Kurumu por Mizore.
Mizore intenta ganar el interés de un chico que una vez quedó perdido en las montañas de su Villa. Sin embargo, cuando él descubre que Mizore es una Yuki Onna, corre con terror y nunca más es visto. 
Cuando nos presentan a Mizore, encontramos que ella también intentó ganar el interés de Kotsubo Okuto (El profesor de Gimnasia), quien dijo una vez a Mizore que la amaba. Mizore se enamoró de Kotsubo, pero según él ese tipo de cosas no estaban permitidas, así es que ella lo convirtió en hielo. Él dice a Tsukune que Mizore es una molestia y también debería ser expulsada de la escuela; esto hace que ella se deprima. Finalmente, cuando Tsukune va a traerla de regreso al instituto después de una larga ausencia, son atacados por Kotsubo y finalmente logran derrotarlo. Lo que hizo que se uniera al creciente harén de Tsukune. Ella se enamora de Tsukune porque cree que él era solitario, al igual que ella. Mizore crea un álbum con los artículos del Periódico Escolar escritos por Tsukune.
A partir de la serialización del segundo manga, ella junto con Kurumu estaban siendo entrenadas por Gin'ei durante la suspensión de verano a brazo partido en un esfuerzo para volverse ambas lo suficientemente fuertes para ganar a la Moka interna en una pelea. Ellas tienen ataques unidos llamados dueto Blanquinegro. Más tarde fue secuestrada al visitar su ciudad natal por Cuento de Hadas y rescatada por sus amigos, y luego se une al entrenamiento.

## Anime
En el anime llegó aparecer por primera vez en el capítulo siete de la primera temporada del Rosario+Vampire "Una yuki-onna y un vampiro" prácticamente antes de la excursión del mundo de los humanos en el manga. Desde su aparición en el anime, la popularidad de Mizore llegó a crecer de forma muy impresionante, tanto que muchos fanes llegaron a estar encantados con ella llegando a conocer mejor su personalidad que en el manga, muchos la considerarían el personaje "femenino más popular del Rosario+Vampire", se cree que su popularidad es prácticamente equivalente a la de Moka Akashiya aunque en encuestas por fanes llega a ser ganada por Mizore que Moka.

### Argumento Anime
Su participación fue mayor desde el primer capítulo, teniendo una relación cercana en la historia del manga, aunque siempre con varios cambios: En su llegada del manga, no pelea con Inner-Moka, ella es engañada por el profesor de deportes, siendo este el derrotado por Moka, que quería ahogar a Mizore hundiéndola (él era un kraken) en el mar. O en el caso de la segunda temporada del Rosario + Vampire Capu2, llegó a tener otra clase de participación ya que la segunda temporada se llegó a desviar mucho del manga, omitiendo diferentes escenas y batallas, llegando a tratarse sobre otras cosas, como el caso del capítulo cinco de la segunda temporada "Curry y un vampiro"; este capítulo es completamente dedicado a Mizore que ella quiere demostrar a los demás que quiere llegar a hacer un curry, hecho por sus propias manos. Con la ayuda de Ruby llegó a seguir sus consejos para cocinar de forma correcta, pero cuando llega a la Academia Youkai, todos llegaban a estar actuando raro y llegando a estar de color amarillo, estando bajo el efecto del curry de Apusara-sensei, Mizore al ver que también Tsukune estaba bajo ese efecto del curry decide llegarle a dar de probar de su curry a Tsukune que llegó a hacer para él. Él accede no importando que clase de curry llega a ser y al probarlo llega a recuperar la razón y liberarse del hechizo del curry, gracias a que eso le sirvió como un antídoto, de ahí lucharía contra Apusara-sensei y Tsukune le ayudaría invocando a Inner-Moka para que llegaran a derrotar a Apusara-sensei, después de derrotarla Moka sin sello llega a felicitar a Mizore por su gran trabajo y esfuerzo de demostrar lo que llegó a hacer y llegando a notar que Mizore estaba demostrando tener un cambio de actitud positiva y no teniendo la misma que tuvo antes cuando la conoció por primera vez.
Otro capítulo más donde tiene actuación es en el capítulo nueve de la segunda temporada "Esquí y un vampiro", aquí se puede ver que toda la Academia Youkai van a las montañas nevadas a esquiar, con la sorpresa que primero en el Hotel que llegaron la dueña llegaba a ser la madre de Mizore, Tsurara, aquí Mizore llegaría actuar por querer tener a como dé lugar a Tsukune y llevárselo a su cuarto para llegar a tener una relación cercana con el cual su madre Tsurara le ayudaría aunque los planes no le salen con éxito, ya que cuando cree que lo atrapó para llevarlo a su cuarto se dio cuenta de que primero llegó a llevarse más que su chaqueta, pero los planes cambian cuando llega a avisarle Moka que primero una avalancha que provocó Kokoa llegó a llevarse a Tsukune y a Kokoa el cual llegan a irlo a buscar inmediatamente en todas partes, cuando lo encuentran apareció un Yeti el abominable hombre de las nieves que primero llegó a detener los ataques de Mizore cuando llega Moka al lugar quiso ayudar. Tsukune, nuevamente, invoca a la Moka sin sello para que se encargará de detener al Yeti el cual lo logra pero el Yeti estaba intacto y se acercó al lugar cuando llega la madre de Mizore Tsurara llegó a notar que el Yeti no llegaba a ser un abominable hombre de las nieves si no era su esposo el padre de Mizore y no lo reconocieron ya que le gustaba llegar a vestirse como un Yeti. En el final del capítulo todos vuelven de regreso a la Academia Youkai aunque Mizore no del todo contenta porque no logró su objetivo con Tsukune.
En los otros capítulos siguientes también tuvo actuación y más en el capítulo trece de "Una cruz, familia y un vampiro" que aquí buscó la forma de llegar ayudar a Tsukune para llegara a obtener un nuevo Rosario para que volviera la Moka que el tanto llegaba a estar con ella, ya que su madre Tsurara estaba muy obsesionada con la idea que Mizore llegara a casarse con Tsukune ya que quería ser su futura esposa para llegar a devolverla la felicidad que perdió cuando se fue Moka, aunque Mizore no estaba de acuerdo con que su madre Tsurara llegara a intervenir para que Tsukune fuera a obtener el Rosario para que volviera Moka ya que Mizore apoyaba a Tsukune en todo hasta llegando a decir a su madre que cualquier esposa debe apoyar a su esposo en todo y más porque quería que Moka volviera para que pudiera competir con ella para querer competir por Tsukune, el cual Mizore tiene que combatir contra su madre para que se fuera Tsukune al castillo para obtener el Rosario, aquí recibiría ayuda de Yukari y sus padres ya que todas las alumnas de Tsurara llegaron al lugar para ayudar a detener a Tsukune, el resultado de la batalla entre Mizore vs Tsurara se desconoce aunque aparece casi en el final del capítulo cuando Tsukune llega a obtener el Rosario ya saliendo del Castillo cuando se llegó a derrumbar quizá llegando a tener sentido que Mizore llegó a ganarle a su madre Tsurara aunque ella llegaba a ser mucho más fuerte que su hija Mizore.
En el anime no se llegó a incluir la escena donde Mizore y Kurumo llegaban a besarse accidentalmente como se vio en el manga, se desconoce el porqué, quizá pudo haber sido porque era una escena inadecuada para todo el público o podía llegar a cambiar el tipo de género del anime. 

## Poderes y Habilidades
Mizore tiene la habilidad para controlar hielo y nieve a su voluntad, y al hacer eso, sus manos se convierten en garras de hielo. También puede hacer copias casi perfectas (más bien frágiles) de sí misma con hielo, a menudo usados como señuelos o refuerzos en el manga. Es muy poderosa cuando usa hielo, sus garras de hielo se vuelven más poderosas después de su entrenamiento, y obtiene la habilidad para congelar cualquier extensión de agua a su alrededor.